# 临湘县 (西汉)
临湘县，中国古县名。在今长沙市境。
西汉高祖五年（公元前202年）二月，衡山王吴芮徙封为长沙王并在秦朝的长沙郡建立长沙国，湘县改名为临湘县，成为长沙国国都，城址被称为临湘故城。初始元年（8年）十二月，王莽建立新朝后，废除长沙国置填蛮郡，临湘县改名为抚睦县。东汉建武二年（26年）恢复长沙国和临湘县。建武十三年（37年）二月长沙国被废除，临湘县继续作为复置的长沙郡郡治存在。之后的六朝时期，临湘县一直作为长沙郡郡治，从西晋开始并成为一级行政区的湘州州治。
开皇九年（589年）隋朝灭南朝陈后，改湘州为潭州，废除长沙郡，并改临湘县为长沙县。浏阳县和醴陵县并入长沙县。
学术界依据大量考古发现，对临湘故城的具体位置得出了较为一致的看法，即故城东起今东牌楼、南阳街—带，西止今太平街、西长街一线，南达今解放西路，北止今中山西路、又一村一带，也就是今长沙五一广场及周围地区，形状近似于长方形。这与北魏《水经注》中“城之内，郡廨西陶侃庙，云旧是贾谊宅地”等记载大致相符。汉代城市沿《周礼》“前朝后市”之制。古代南面为前，北面为后。《水经注》所载临湘故“城之西北有故市”也证实了这一说法。1996年长沙五一广场东南角平和堂建筑工地出土了西汉“安乐未央”文字瓦当和卷云纹瓦当，1997年西北角科文商厦建筑工地（今东汉名店）又出土了东汉“府君高迁”文字瓦当、瑞兽纹瓦当和滑石质建筑构件，考古专家指出，这是汉代宫殿、官署专用的建筑材料。2000年6月24日，长沙五一广场东南角乐牌楼新世纪商贸城建筑工地发现了距今2000多年的西汉古城墙遗迹，再次为西汉“临湘故城”的位置提供了佐证。
今日长沙城是在西汉临湘故城基础上不断向四周扩展而成的，城中心位置历2000多年没有改变，这在世界大城市中是十分罕见的。